# Saint-Romain-en-Gier
Saint-Romain-en-Gier [sɛ̃ ʁɔmɛ̃ ɑ̃ ʒje] ist eine französische Gemeinde im Département Rhône in der Region Auvergne-Rhône-Alpes. Sie gehört zum Arrondissement Lyon und ist Teil des Kantons Mornant (bis 2015: Kanton Givors). Saint-Andéol-le-Château hat 598 Einwohner (Stand: 1. Januar 2022), die Saint-Romanais genannt werden.

## Geographie
Saint-Romain-en-Gier liegt etwa 23 Kilometer südsüdwestlich von Lyon am Gier und gehört zum Weinbaugebiet Coteaux du Lyonnais.

### Nachbargemeinden
Umgeben wird Saint-Romain-en-Gier von den Nachbargemeinden Beauvallon im Norden und Westen, Givors im Nordosten, Échalas im Süden und Osten, Trèves und Tartaras im Südwesten sowie Dargoire im Westen und Südwesten. 

## Verkehr
Durch die Gemeinde führt die Autoroute A47.
Die Gemeinde besaß einen Haltepunkt an der Bahnstrecke Moret-Veneux-les-Sablons–Lyon-Perrache, welcher heutzutage nicht mehr bedient wird.

## Bevölkerungsentwicklung
| Jahr                       | 1962 | 1968 | 1975 | 1982 | 1990 | 1999 | 2006 | 2013 |
| -------------------------- | ---- | ---- | ---- | ---- | ---- | ---- | ---- | ---- |
| Einwohner                  | 343  | 465  | 408  | 477  | 511  | 512  | 481  | 538  |
| Quellen: Cassini und INSEE |      |      |      |      |      |      |      |      |

## Sehenswürdigkeiten
- Kirche Saint-Romain aus dem 19. Jahrhundert

|  |  |